# 乙公
乙公（いっこう）は斉（姜斉）の第3代君主。兄に季子がいたが、斉公の継承を固辞して弟に譲り、自らは崔邑（現在の山東省済南市章丘区）に隠棲したことから、斉公の地位を継承する。